# Deutsche Factoring Bank
Die Deutsche Factoring Bank GmbH & Co. KG ist ein Spezialkreditinstitut mit Sitz in Bremen. Die Bank unterhält einen weiteren Standort in Ratingen bei Düsseldorf. Die Bank hat eine dezentrale Vertriebsstruktur mit Vertriebsbüros in Bad Homburg v. d. Höhe, Berlin, Bielefeld, Düsseldorf, Frankfurt/Main, Gera, Hamburg, Münster, Monheim, München, Nürnberg und Stuttgart. Die Deutsche Factoring Bank bietet Forderungsfinanzierungen, Forderungsmanagement und Ausfallschutz gegenüber mittelständischen Unternehmen an. 

## Geschichte
Am 1. Januar 1971 wurde die Deutsche Factoring Bank von mehreren Landesbanken gegründet.
Im Jahr 2016 übernahm die Deutsche Leasing die Mehrheit an der Deutschen Factoring Bank. Im gleichen Jahr wurde die Universal Factoring, die die Deutsche Leasing 2012 von der WestLB übernommen hatte, mit der Deutschen Factoring Bank zusammengeschlossen. Seitdem unterhält die Deutsche Factoring Bank einen Standort in Ratingen.

## Sparkassen-Finanzgruppe
Die Deutsche Factoring Bank ist Teil der Sparkassen-Finanzgruppe. Zudem ist die Bank Mitglied im Deutschen Factoring-Verband und Mitglied im Factors Chain International (FCI). Dies ist die globale Vertretungsorganisation für Factoring und Finanzierung von offenen inländischen und internationalen Handelsforderungen.
Gesellschafter der Deutschen Factoring Bank sind: mit 53 % die Deutsche Sparkassen Leasing AG & Co. KG (Deutsche Leasing) mit Sitz in Bad Homburg v. d. Höhe, mit 35 % die Freie Sparkassen Beteiligungsgesellschaft mbH mit Sitz in Bremen und mit 12 % die Landesbank Berlin AG mit Sitz in Berlin.